# 山口陽 (実業家)
山口 陽（やまぐち あきら、1956年8月6日 - ）は、日本の経営者。大京社長を務めた。愛媛県出身。

## 経歴
1979年に日本大学法学部を卒業し、同年に大京に入社。1999年6月に取締役に就任し、2005年6月に常務、2007年6月に専務を経て、2010年6月には社長に就任。2018年6月に退任。